# Piraino
Piraino település Olaszországban, Szicília régióban, Messina megyében. Lakosainak száma 3778 fő (2023. január 1.). Piraino Gioiosa Marea, Sant’Angelo di Brolo és Brolo községekkel határos.

## Népesség
A település lakossága az elmúlt években az alábbi módon változott:
| Lakosok száma | 3975 | 3919 | 3778 |
|               | 2017 | 2018 | 2023 |